# 口腔外科学
口腔外科学（こうくうげかがく、英語：oral surgery）は、外科学、歯学の一分野で、顎顔面口腔領域の外科学的処置について研究、分析を行う学問である。
1850年代ごろのアメリカにおいて顎顔面口腔の手術を疎む傾向があり、その頃より口腔外科学が外科学から独立し始めた。
歯科補綴学、保存修復学とともに歯学の根幹をなす学問の一つである。診療科としては「歯科口腔外科」と呼ばれているが、診療科「歯科」においても口腔外科学における小手術が臨床に応用され、歯学全体の基盤となる学問の一つとして存在している。

## 頭頸部外科
近年、口腔外科に隣接する領域を含めて鎖骨上から顔面頭蓋領域の外科を総称し「頭頚（頸）部外科」と呼ばれる診療科が癌専門病院などで用いられるようになっている。
頭頸部外科とは鎖骨より頭側で、脳と眼球をのぞく部位の外科処置を取り扱う診療科である。頭蓋底・顎顔面・口腔咽頭・頸部（唾液腺・甲状腺を含む）・耳や鼻などの外傷や腫瘍などが診療範囲に入り、大部分は耳鼻咽喉科の医師が併任しているが、形成外科や脳神経外科の医師、歯科口腔外科の歯科医師などが協力し合い疾患を取り扱う場合も多く、医師・歯科医師連携でのチーム医療が行われている。

## 学会専門医
日本口腔外科学会が学会認定専門医制度を採用している。
- 口腔外科専門医

なお、口腔外科専門医は歯科医師のみではなく、医師も認定される。ただし、医師の場合は専門医となっても、その医師単独で「口腔外科」を標榜し開業することはできない。